# Roberto Bettega
Roberto Bettega (* 27. Dezember 1950 in Turin) ist ein italienischer Fußballfunktionär und ehemaliger -spieler.
Bettega galt als einer der stärksten Stürmer der Welt. Fast seine ganze Karriere stand er bei Juventus Turin unter Vertrag. Wegen seiner schon in jungen Jahren ergrauten Haare hatte er den Spitznamen penna bianca (die weiße Feder).

## Karriere
Bettega war neben Paolo Rossi der große Stürmerstar von Juventus Turin der 1970er und 1980er Jahre. Direkt von der Jugendabteilung von Juventus kommend, absolvierte er im Laufe seiner Karriere 326 Serie-A-Spiele und erzielte dabei 129 Tore. Er gewann als Spieler mehrere italienische Meisterschaften und den UEFA-Pokal. Der Stürmer wurde bei der Fußball-Weltmeisterschaft 1978 in Argentinien mit Italien Vierter. Er absolvierte alle sieben Spiele und erzielte dabei zwei Treffer. Ebenso den vierten Platz belegte Bettega bei der Fußball-Europameisterschaft 1980 im eigenen Land (4 Einsätze). Den großen Triumph des italienischen Fußballs erlebte er allerdings verletzungsbedingt nicht. Im Jahr 1982 wurden seine Kollegen ohne den Star von Juve Fußball-Weltmeister.
Nach seiner aktiven Karriere, die er 1984 beendete, wechselte Bettega in das Sportmanagement. Zunächst arbeitete er kurz bei Toronto Blizzard in der North American Soccer League, wo er vor allem wirtschaftliche Erfahrungen sammelte. Nach seiner Rückkehr aus Kanada übernahm er Führungspositionen im Management von Juventus und arbeitete nebenbei als Fußballkommentator. Ab 1995 war Bettega Vizepräsident des Vereins und vertrat Juventus in sämtlichen internationalen Fragen, insbesondere bei der G-14.
Im Management holte Bettega Erfolge nach, die er als Spieler versäumt hatte, darunter den Champions-League-Sieg, den UEFA Super Cup und den Weltpokal.

## Erfolge

### Im Verein
- Italienischer Meister: 1971/72, 1972/73, 1974/75, 1976/77, 1977/78, 1980/81, 1981/82
- Italienischer Pokalsieger: 1978/79, 1982/83
- UEFA-Pokalsieger: 1976/77

### Individuelle Auszeichnungen
- Torschützenkönig der Serie B: 1969/70
- Torschützenkönig der Serie A: 1979/80